# Festa del santo patrono

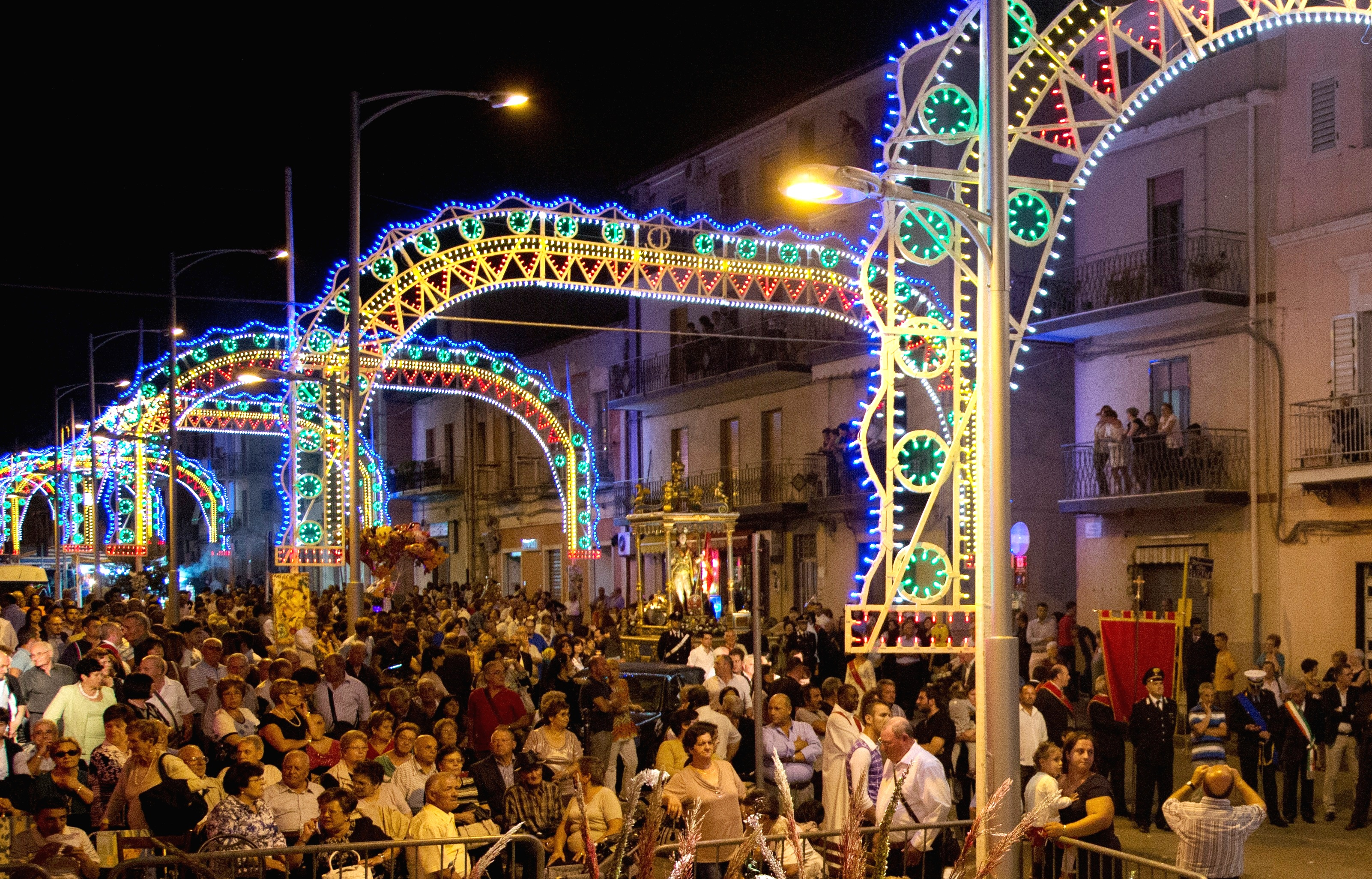
Processione di San Prospero martire, patrono di Catenanuova, in provincia di Enna, Italia.

La festa del santo patrono è una festività locale in Italia.

## Storia

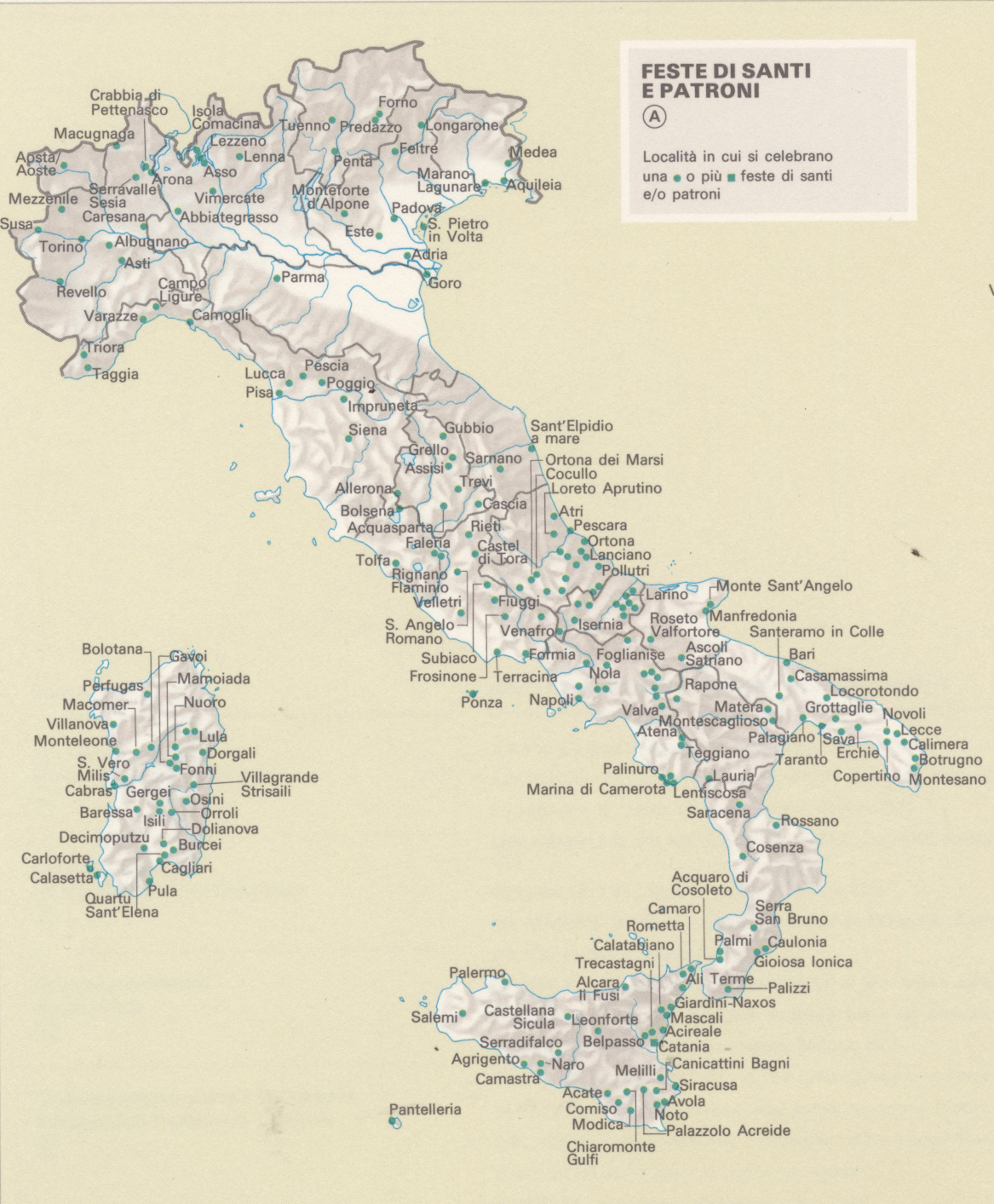
Feste del santo patrono in Italia

In Italia tradizionalmente è consuetudine festeggiare il santo che ha il ruolo di patrono in una comunità. Nella città patrocinata, la giornata dedicata al santo è celebrata come un giorno festivo. In molti comuni italiani il festeggiamento tradizionale prevede alcune cerimonie pubbliche, processioni, fuochi d'artificio e momenti conviviali. Il giorno festivo varia da comune a comune, in base al santo celebrato.
In occasione delle feste dedicate ai santi patroni, celebrazioni che nella maggior parte dei luoghi coinvolgono la popolazione locale in maniera pressoché universale, si trova, al «di fuori della liturgia (...),  una produzione innografica dedicata ai vari santi, straordinaria per qualità e bellezza», risalente al X secolo e anche all'XI secolo. Durante le processioni il canto viene ad avere un ruolo preminente. 

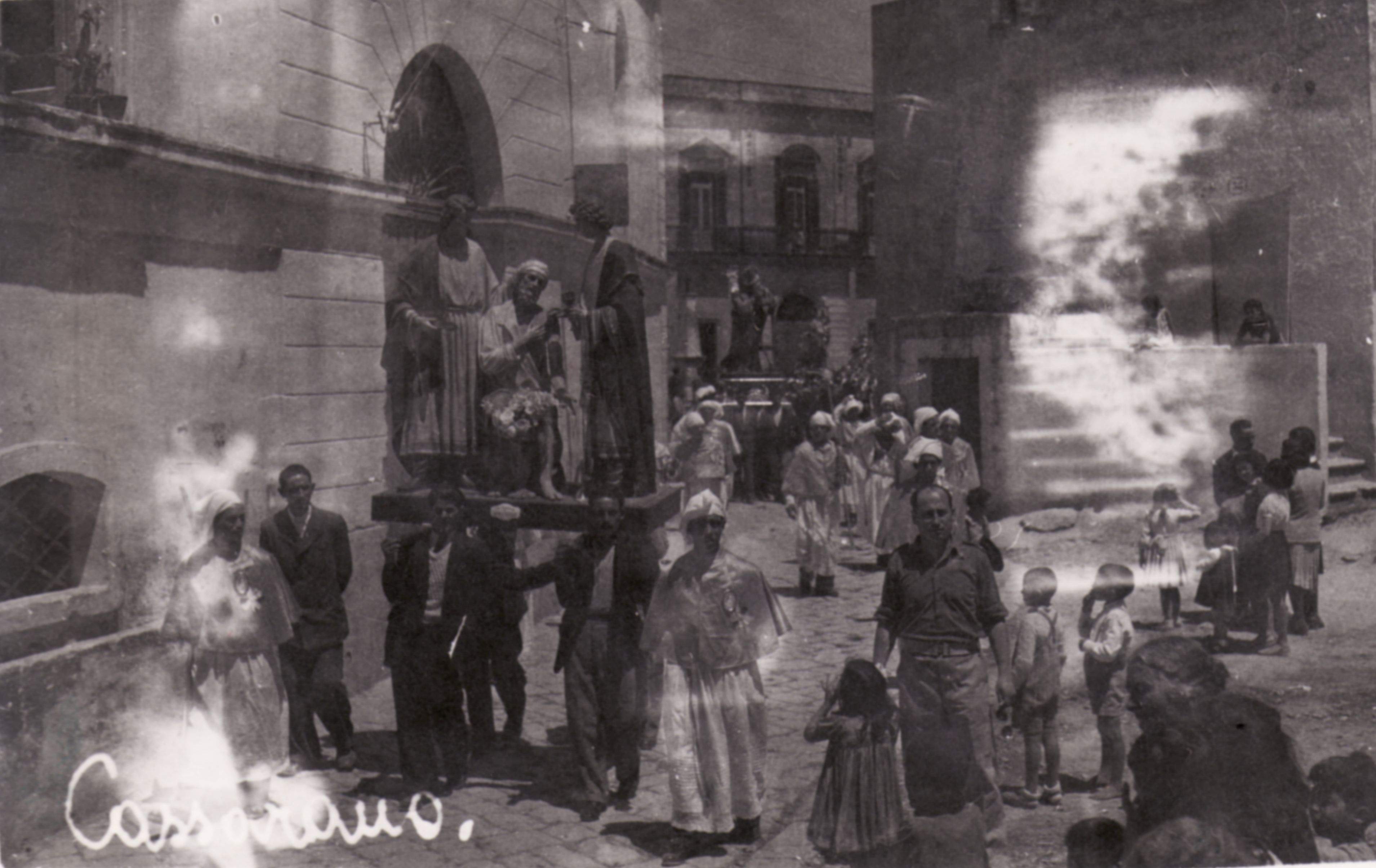
Festa del patrono a Casarano, in provincia di Lecce, nel 1946.

Nel tentativo di migliorare la produttività generale evitando di far cadere il giorno festivo all'interno della settimana feriale, il governo Monti aveva approvato un decreto legge per far cadere la festività al venerdì o lunedì più vicino. Il decreto demandava alla Presidenza del Consiglio dei ministri di determinare ogni anno (entro il 30 novembre dell'anno precedente) il calendario delle festività locali. Nonostante la conversione in legge, la Presidenza del Consiglio non ha mai emanato un decreto in tal senso.

## Normativa
La giornata dedicata al santo patrono è da considerarsi festiva e in Italia trova il suo fondamento nei contratti collettivi. Tale riconoscimento non fuoriesce dall'ambito del diritto del lavoro e questo secondo un consolidato indirizzo giurisprudenziale secondo cui è solo per via consuetudinaria che i Comuni considerano giorno festivo la giornata di celebrazione del Santo patrono. Dal punto di vista legislativo l'intesa tra Stato e Santa Sede, cui rinvia l'accordo di Villa Madama, vale esclusivamente per la città di Roma. È solo pertanto nei Contratti collettivi che la festività è stata estesa anche al giorno del Santo Patrono anche agli altri comuni, al fine di riconoscere il diritto dei lavoratori subordinati di astenersi dalle prestazioni lavorative pur conservando la retribuzione ordinaria. Essa infatti viene definita "Festività di origine meramente contrattuale" dalla Cassazione. Tale carattere di festività non vale pertanto per gli altri effetti giuridici, come ad esempio l'esclusione dei giorni festivi dal computo dei termini.